# Жихарев, Анатолий Дмитриевич
Анатолий Дмитриевич Жи́харев (род. 5 июля 1956, Протопоповка, Харьковская область) — советский и российский военачальник, военный лётчик. Командующий Дальней авиацией ВВС (августа 2009 — сентябрь 2016), генерал-лейтенант.  Заслуженный военный лётчик Российской Федерации, военный лётчик-снайпер, кандидат военных наук.

## Биография
Анатолий Дмитриевич родился 5 июля 1956 года в селе Протопоповка Харьковской области.

## Образование
В 1978 году окончил Тамбовское высшее военное авиационное училище лётчиков имени М. М. Расковой.
В 1988 году окончил Военно-воздушную академию имени Ю. А. Гагарина.
В 2003 году окончил Военную академию Генерального штаба Вооружённых Сил Российской Федерации.

## Служба в ВВС
В частях Дальней авиации ВВС проходил службу на должностях помощника командира корабля, командира корабля, заместителя командира авиационной эскадрильи, командира эскадрильи, заместителя командира 184-го гвардейского тяжёлого бомбардировочного авиационного Полтавско-Берлинского полка, командира 1096-го гвардейского тяжёлого бомбардировочного авиационного полка (1992-1994),командира 121-го гвардейского тяжёлого бомбардировочного авиационного Севастопольского полка (1994-1996), заместителя командира (1996-2000) и командира (07.2000-04.2005) 22-й гвардейской тяжёлой бомбардировочной авиационной Донбасской дивизии, заместителя командующего (05.2005-07.2007),  первого заместителя командующего — начальника штаба (07.2007-08.2009) 37-й Воздушной армии Верховного Главнокомандования специального назначения.
17 августа 2005 года Владимир Путин совершил полёт на стратегическом бомбардировщике Ту-160. Отвечая на вопрос, не слишком ли рискованным был полёт, Президент России отметил, что особого риска не было. И добавил: « Мне было приятно посмотреть, как работают летчики — четко, слаженно и высокопрофессионально — как и должно быть в ВВС». Президентский экипаж пилотировали Анатолий Жихарев, штурман Владимир Адамов и штурман-оператор Олег Баранов. Лётчики подарили Владимиру Путину макет Ту-160. Анатолий Жихарев вручил также Президенту планшет с полётной картой, пилотку и перчатки.
19 сентября 2009 года указом Президента РФ назначен на должность командующего Дальней авиацией ВВС.
В сентябре 2016 года уволен в запас по достижении предельного возраста пребывания на военной службе и  назначен советником Президента РФ по вопросам применения Дальней авиации ВВС.

## Квалификация
Имеет квалификацию «Военный лётчик-снайпер», освоил 8 типов самолётов (Л-29, Ил-28, Ту-134, Ту-16, Ту-22М2,Ту-22М3,Ту-160, 3МС). Имеет налёт свыше 3000 часов.

## Семья
- Брат — Жихарев Александр Дмитриевич (р. 1960);
- Сын — Жихарев Андрей Анатольевич (р. 1980), г. Брест, Республика Беларусь, программист;
- Племянник — Жихарев Валерий Александрович (р. 1981).

## Награды
- Орден «За заслуги перед Отечеством» IV степени
- Орден «За службу Родине в Вооружённых Силах СССР» III степени
- Медаль «За боевые заслуги»
- Медаль «За заслуги в проведении Всероссийской переписи населения»
- Медаль «70 лет Вооружённых Сил СССР»
- Медаль «За воинскую доблесть» I степени (Минобороны)
- Медаль «За укрепление боевого содружества» (Министерство обороны России)
- Медаль «За отличие в военной службе» I степени (Минобороны)
- Медаль «За безупречную службу» II и III степеней
- Медаль «200 лет Министерству обороны»
- Заслуженный военный лётчик Российской Федерации[3].